# مريمان الثانية
مريمان الثانية هي الزوجة الثالثة لهيرودس الكبير. كانت ابنة شمعون بن بوثيس رئيس الكهنة. يسرد يوسيفوس فلافيوس زواجهما على هذا النحو: 
 كان هناك شمعون بن بوثيس مواطن من القدس، وأبوه بويثوس من الإسكندرية، وكان كاهنًا عظيمًا هناك. وكان لهذا الرجل ابنة كانت أجمل امرأة في ذلك الوقت؛ وعندما بدأ أهل القدس يتكلمون كثيرا في مدحها، سمع هيرودس بما قيل عنها. وعندما رأى الفتاة أُغرِمَ بجمالها، وحتى لا يقال أن يستخدم سلطته لإساءة معاملتها؛ اعتقد أنه من الأفضل يتخذها الفتاة كزوجة له. وجعلها أكثر شرفًا؛ فحرم على الفور يسوع بن فابيت من الكهنوت الأعظم، وأعطى هذه الكرامة لأبيها شمعون، وانضم إليه في صلاته [بالزواج من ابنته]. 
 أنجبت طفلًا واحدًا يُدعى هيرودس الثاني الذي تزوج ابنة عمته هيروديا وأنجبا سالومي.
تورطت مريمان الثاني في مؤامرة أنتيباتر الثاني ضد زوجها في 4 ق م. ونتيجة لذلك طلقها هيرودس وأزال والدها من رئاسة الكهنة. كما أزال ابنها هيرودس الثاني من ولاية العهد.